# Villa Škarka
La villa Škarka (en serbe cyrillique : Шкаркина вила ; en serbe latin : Škarkina vila) est située à Belgrade, la capitale de la Serbie, dans la municipalité urbaine de Savski venac. Construite en 1926 et 1927, elle est inscrite sur la liste des biens culturels de la Ville de Belgrade.

## Présentation
La maison, située 13 rue Deligradska, a été construite pour Richard Škarka, directeur belgradois de la succursale de la Banque de Prague ; elle a été édifiée en 1926 et 1927 et se présente comme une villa typiquement urbaine. La maison a été planifiée par l'architecte Dragiša Brašovan, l'une des personnalités les plus importantes dans son domaine dans l'entre-deux-guerres, et, caractéristique de l'architecture conçue pour la classe moyenne, elle constitue une des réalisations pré-modernistes de Brašovan. L'édifice, qu'il a pensé d'après l'éclectisme académique est également inspiré du néoromantisme.
La façade de l'édifice se présente comme une surface plate ornée d'élément décoratifs empruntés à divers styles : néoromans, gothique vénitien et baroque.